# Orna Angelová
Orna Angelová (hebrejsky: אורנה אנג'ל, Orna Andžel) je izraelská politička a bývalá poslankyně Knesetu za Stranu práce

## Biografie
Narodila se 29. července 1962 v Jeruzalémě. Vysokoškolské vzdělání získala na Technionu.
V izraelském parlamentu zasedla po volbách do Knesetu v roce 2003, v nichž nastupovala za společnou kandidátní listinu Izraelská strana práce-Mejmad. Mandát získala až dodatečně v únoru 2006, jen pár měsíců před koncem volebního období, jako náhradnice za Sofu Landver, která rezignovala. Do činnosti Knesetu se Orna Angelová nezapojila. Po jednom týdnu rezignovala na funkci. Důvodem byl možný konflikt zájmů kvůli její práci. V poslaneckém křesle ji nahradila Neta Dobrin.